# الحزب التقدمي الموحد
الحزب التقدمي الموحد هو حزب ديمقراطي اجتماعي في أنتيغا وباربودا. تأسس الحزب في عام 1992. قائد الحزب هو بالدوين سبنسر. في الانتخابات البرلمانية لعام 2004 حصل الحزب على 21892 صوت (52.9%, 12 مقاعد).

## وصلات خارجي
- www.uppantigua.ag